# Posteriort reversibelt encefalopatisyndrom
Posteriort reversibelt encefalopatisyndrom (PRES), även känt som reversibelt posteriort leukoencefalopatisyndrom (RPLS) och akut hypertensiv encefalopati, avser ett tillstånd som kännetecknas av huvudvärk, krampanfall, förvirring och synbortfall. Anledningen är ej helt fastställd men kan bero på snabbt insättande högt blodtryck vilket exempelvis kan komma sig av njursjukdomar och havandeskapsförgiftning. Behandling med cellgifter och immunsupprimerande läkemedel kan också påverka. 
Diagnos kan ställas med hjälp av magnetkamera där diffusionsdefekter kan ses i occipitalloberna eller i de posteriora delarna av parietalloberna.
Behandling av blodtrycket eller avslutande av de utlösande medicinerna kan medföra regress av symptomen.